# Troglocyphoniscus osellai
Troglocyphoniscus osellai is een pissebed uit de familie Trichoniscidae. De wetenschappelijke naam van de soort is voor het eerst geldig gepubliceerd in 2000 door Caruso.